# Serie A 1967/1968
Soutěžní ročník Serie A 1967/1968 byl 66. ročník nejvyšší italské fotbalové ligy a 36. ročník pod názvem Serie A. Konal se od 24. září 1967 do 12. května 1968 a skončila vítězstvím Milána, který vyhrál svůj 9 titul po šesti letech.
Nejlepším střelcem se stal italský hráč Pierino Prati (Milán), který vstřelil 15 branek.

## Události

### Před sezonou
Již v minulé sezoně se rozhodlo o snížení účastníků. Po 25 letech o titul bojovalo 16 týmů (naposled 1942/43).
Nováčci soutěže: Sampdoria a Varese se vrátili po jedné sezoně.
Obhájci titulu z Juventusu se do obhajoby pustili téměř se stejnou sestavou a žádného velkého hráče nepřivedlo. Za to do Milána se vrátil trenér Nereo Rocco (Turín). Z hráčů získal Hamrina (Fiorentina), Cudiciniho (Brescia) a po jedné sezoně se vrátil Angelillo (Lecco). Svou první sezonu u Rossoneri začal mladý útočník Prati. Jejich městský rival Inter koupil Dána Nielsena (Boloňa) za tehdejších 355 000 Euro. Naopak odešel Jair da Costa (AS Řím), Guarneri (Boloňa), po sedmi letech Armando Picchi (Varese) a po jedné nepovedené sezoně Luís Vinício (Vicenza). Římané se posílili o Capella (SPAL), Robottiho (Brescia) a Pelagalliho (Atalanta). Do Neapole přišel nadějný brankář Dino Zoff (Mantova) a Paolo Barison (Řím). Do sezony již nezasáhl Cesare Maldini (Turín), který po 15 letech ukončil kariéru. 
Další změny byli: Amarildo (Milán → Fiorentina), Gerry Hitchens (Atalanta → Cagliari), Carlo Mattrel (Cagliari → SPAL), Gastone Bean (Neapol → SPAL).

### Během sezony
První částí sezony otřásla tragédie, které postihlo Turin, tým plný nadějných hráčů ztratilo Meroniho, který přišel 15. října 1967 zahynul při dopravní nehodě.
Po sportovní stránce stojí za zmínku výkony nováčka Varese, které vedl obránce Picchi a mladý hrotový útočník Anastasi. Do vedení se dostal Řím, ale od 11 kola přepustil vedení Milánu, které v polovině sezony vedlo o dva body před Varese.
V jarní části se Rossoneri dál upevnil náskok a na začátku února zaznamenal šestibodový náskok před stíhací skupinou, která zahrnovala i turínský tým zotavující se ze smrti Meroniho. Během několika dní, Rossoneri uhasilo naděje svých rivalů, když ve 25 kole dosáhl osmibodový náskok. Tiutl si klub zajistil již 31. března 1968, 4 kola před koncem. Nakonec Milán získal svůj devátý titul s náskokem 9 bodů (rekord konané se 16 týmy a 2 body za vítězství) před Neapolí a na 3. místě skončil Juventus, který měl ztrátu 10 bodů.
Do Serie B sestoupil SPAL, Brescia a Mantova.

## Účastníci
| Klub              | Město     | Stadion                   | Trenér                                                            | Nejlepší střelec                        |
| ----------------- | --------- | ------------------------- | ----------------------------------------------------------------- | --------------------------------------- |
| Atalanta          | Bergamo   | Stadio Comunale           | Paolo Tabanelli (1.–27. kolo) Stefano Angeleri                    | Giuseppe Savoldi (12)                   |
| Boloňa            | Boloňa    | Stadio Comunale           | Luis Carniglia (1.–13. kolo) Cesarino Cervellati + Giuseppe Viani | Ezio Pascutti (7)                       |
| Brescia           | Brescia   | Stadio Mario Rigamonti    | Azeglio Vicini                                                    | Gaetano Troja (5)                       |
| Cagliari          | Cagliari  | Stadio Amsicora           | Héctor Puricelli                                                  | Luigi Riva (13)                         |
| Fiorentina        | Florencie | Stadio Comunale           | Giuseppe Chiappella (1.–11. kolo) Andrea Bassi + Luigi Ferrero    | Mario Maraschi (12)                     |
| Inter             | Milán     | Stadio San Siro           | Helenio Herrera                                                   | Angelo Domenghini (10)                  |
| Juventus          | Turín     | Stadio Comunale di Torino | Heriberto Herrera                                                 | Virginio De Paoli (8)                   |
| Lanerossi Vicenza | Vicenza   | Stadio Romeo Menti        | Arturo Silvestri                                                  | Sergio Gori (8)                         |
| Mantova           | Mantova   | Stadio Danilo Martelli    | Giancarlo Cadé                                                    | Gianni Corelli, Ugo Tomeazzi (3)        |
| Milán             | Milán     | Stadio San Siro           | Nereo Rocco                                                       | Pierino Prati (15)                      |
| Neapol            | Neapol    | Stadio San Paolo          | Bruno Pesaola                                                     | José Altafini (13)                      |
| Řím               | Řím       | Stadio Olimpico           | Oronzo Pugliese                                                   | Giuliano Taccola (10)                   |
| Sampdoria         | Janov     | Stadio Luigi Ferraris     | Fulvio Bernardini                                                 | Ermanno Cristin, Fulvio Francesconi (7) |
| SPAL              | Ferrara   | Stadio Comunale           | Francesco Petagna                                                 | Giovanni Brenna (7)                     |
| Turín             | Turín     | Stadio Comunale di Torino | Edmondo Fabbri                                                    | Nestor Combin (13)                      |
| Varese            | Varese    | Stadio Franco Ossola      | Bruno Arcari                                                      | Pietro Anastasi (7)                     |

## Tabulka
| Poř. | Tým               | Z  | V  | R  | P  | VG | OG | B  |
| ---- | ----------------- | -- | -- | -- | -- | -- | -- | -- |
| 1.   | Milán             | 30 | 18 | 10 | 2  | 53 | 24 | 46 |
| 2.   | Neapol            | 30 | 13 | 11 | 6  | 34 | 24 | 37 |
| 3.   | Juventus          | 30 | 13 | 10 | 7  | 33 | 29 | 36 |
| 4.   | Fiorentina        | 30 | 13 | 9  | 8  | 35 | 23 | 35 |
| 5.   | Inter             | 30 | 13 | 7  | 10 | 46 | 34 | 33 |
| 6.   | Boloňa            | 30 | 11 | 11 | 8  | 30 | 23 | 33 |
| 7.   | Turín             | 30 | 12 | 8  | 10 | 44 | 31 | 32 |
| 8.   | Varese            | 30 | 12 | 8  | 10 | 28 | 27 | 32 |
| 9.   | Cagliari          | 30 | 12 | 7  | 11 | 44 | 38 | 31 |
| 10.  | Sampdoria         | 30 | 6  | 15 | 9  | 27 | 34 | 27 |
| 11.  | Řím               | 30 | 7  | 13 | 10 | 25 | 35 | 27 |
| 12.  | Lanerossi Vicenza | 30 | 8  | 9  | 13 | 22 | 30 | 25 |
| 13.  | Atalanta          | 30 | 10 | 5  | 15 | 26 | 42 | 25 |
| 14.  | SPAL              | 30 | 10 | 2  | 18 | 24 | 38 | 22 |
| 15.  | Brescia           | 30 | 8  | 6  | 16 | 20 | 35 | 22 |
| 16.  | Mantova           | 30 | 3  | 11 | 16 | 13 | 37 | 17 |

Poznámky
- Z = Odehrané zápasy; V = Vítězství; R = Remízy; P = Prohry; VG = Vstřelené góly; OG = Obdržené góly; B = Body
- za výhru 2 body, za remízu 1 bod, za prohru 0 bodů.
- při rovnosti bodů rozhodovalo skóre.

|  | Mistr ligy a přímý postup do poháru PMEZ 1968/69 |
|  | Přímý postup do poháru PVP 1968/69               |
|  | Přímý postup do VP 1968/69                       |
|  | Sestup do Serie B                                |

## Statistiky

### Výsledková tabulka
|            | Atalanta | Boloňa | Brescia | Cagliari | Fiorentina | Inter | Juventus | L. Vicenza | Mantova | Milán | Neapol | Řím | Sampdoria | SPAL | Turín | Varese |
| ---------- | -------- | ------ | ------- | -------- | ---------- | ----- | -------- | ---------- | ------- | ----- | ------ | --- | --------- | ---- | ----- | ------ |
| Atalanta   | –        | 1:0    | 1:3     | 2:1      | 0:3        | 3:1   | 0:0      | 1:0        | 2:0     | 0:3   | 1:0    | 2:1 | 1:0       | 1:0  | 1:1   | 4:0    |
| Boloňa     | 5:0      | –      | 0:3     | 2:1      | 0:1        | 2:1   | 0:0      | 2:0        | 1:0     | 1:1   | 1:2    | 1:0 | 2:3       | 0:0  | 2:0   | 1:0    |
| Brescia    | 2:1      | 0:0    | –       | 2:1      | 1:1        | 2:0   | 0:1      | 0:0        | 0:1     | 1:2   | 0:0    | 1:0 | 0:1       | 1:2  | 0:5   | 0:1    |
| Cagliari   | 2:1      | 1:1    | 3:0     | –        | 3:1        | 3:2   | 2:0      | 1:1        | 2:2     | 2:2   | 1:1    | 1:2 | 2:0       | 3:3  | 2:0   | 2:1    |
| Fiorentina | 1:0      | 1:0    | 0:1     | 1:0      | –          | 1:1   | 2:0      | 3:1        | 2:0     | 0:2   | 3:0    | 0:0 | 2:0       | 0:0  | 1:1   | 3:1    |
| Inter      | 3:0      | 1:0    | 3:0     | 0:2      | 3:1        | –     | 0:0      | 1:0        | 3:0     | 1:1   | 1:2    | 1:1 | 2:0       | 2:0  | 1:0   | 1:0    |
| Juventus   | 2:1      | 0:0    | 2:1     | 2:0      | 2:2        | 3:2   | –        | 1:0        | 3:1     | 1:2   | 1:1    | 0:1 | 2:0       | 3:1  | 0:4   | 3:0    |
| Vicenza    | 4:1      | 1:1    | 0:1     | 3:1      | 1:0        | 2:1   | 0:2      | –          | 2:0     | 2:2   | 0:1    | 0:0 | 1:0       | 0:0  | 1:0   | 1:0    |
| Mantova    | 1:0      | 0:0    | 1:0     | 0:1      | 1:2        | 0:0   | 0:0      | 1:1        | –       | 0:1   | 0:1    | 0:0 | 0:1       | 0:1  | 0:0   | 0:0    |
| Milán      | 0:0      | 4:2    | 1:0     | 0:1      | 0:0        | 1:1   | 0:0      | 2:0        | 3:1     | –     | 2:1    | 3:0 | 3:2       | 2:0  | 2:1   | 1:0    |
| Neapol     | 1:0      | 0:0    | 0:0     | 1:0      | 1:0        | 2:1   | 1:2      | 1:1        | 0:0     | 1:1   | –      | 2:0 | 1:0       | 1:1  | 2:2   | 5:0    |
| Řím        | 1:1      | 0:0    | 2:0     | 2:3      | 2:1        | 2:6   | 0:0      | 0:0        | 2:2     | 1:1   | 2:1    | –   | 1:1       | 1:1  | 0:2   | 1:0    |
| Sampdoria  | 0:0      | 1:2    | 1:0     | 1:1      | 1:1        | 2:2   | 1:1      | 1:0        | 3:0     | 0:3   | 1:1    | 1:1 | –         | 1:0  | 1:1   | 1:1    |
| SPAL       | 1:0      | 1:3    | 3:1     | 1:0      | 1:0        | 1:2   | 0:1      | 3:0        | 1:0     | 1:4   | 1:2    | 0:1 | 1:0       | –    | 0:0   | 1:3    |
| Turín      | 4:1      | 0:1    | 2:0     | 2:1      | 0:2        | 2:3   | 2:1      | 1:0        | 4:1     | 2:3   | 1:2    | 2:1 | 1:0       | 4:2  | –     | 0:0    |
| Varese     | 2:0      | 0:0    | 0:0     | 2:1      | 0:0        | 1:0   | 5:0      | 2:0        | 1:1     | 2:1   | 1:0    | 2:0 | 2:0       | 1:0  | 0:0   | –      |

### Střelecká listina
| Pořadí | Jméno             | Klub       | Branky |
| ------ | ----------------- | ---------- | ------ |
| 1.     | Pierino Prati     | Milán      | 15     |
| 2.     | José Altafini     | Neapol     | 13     |
| 2.     | Luigi Riva        | Cagliari   | 13     |
| 2.     | Nestor Combin     | Turín      | 13     |
| 5.     | Mario Maraschi    | Fiorentina | 12     |
| 5.     | Giuseppe Savoldi  | Atalanta   | 12     |
| 7.     | Pietro Anastasi   | Neapol     | 11     |
| 7.     | Angelo Domenghini | Fiorentina | 11     |
| 7.     | Gianni Rivera     | Milán      | 11     |
| 7.     | Angelo Sormani    | Milán      | 11     |

## Vítěz
| Serie A Vítěz pro rok 1967/68 |
| ----------------------------- |
| AC Milán                      |
|                               |